# (474640) Alicanto
(474640) Alicanto (pierwotnie: 2004 VN112) – planetoida sklasyfikowana jako obiekt odłączony (ponieważ jej peryhelium wynosi powyżej 40 au). Obiekt nigdy nie zbliża się do Słońca na dystans mniejszy niż 47 au (tj. w pobliże zewnętrznego krańca pasa Kuipera). Średni dystans od Słońca wynosi ponad 300 au. Silnie ekscentryczna orbita wskazuje, iż obiekt został na nią „wyrzucony” w wyniku silnego oddziaływania grawitacyjnego. Ponieważ jest – podobnie jak inne obiekty odłączone – poza wpływem grawitacji Neptuna, ustalenie przyczyn tego zjawiska jest obecnie niemożliwe. Podobne orbity mają Sedna i (148209) 2000 CR105 (peryhelium ponad 40 au, półoś wielka – ponad 200 au).

## Odkrycie i obserwacje
(474640) Alicanto została odkryta 6 listopada 2004 roku w Międzyamerykańskim Obserwatorium Cerro Tololo. Później odnaleziono ją także na zdjęciach wykonanych we wrześniu 2000 roku w ramach przeglądu nieba Sloan Digital Sky Survey. Była obserwowana przez Kosmiczny Teleskop Hubble’a w listopadzie 2008 roku.
Do listopada 2016 roku (474640) Alicanto była obserwowana zaledwie 34 razy (w tym okresie obiekt sześć razy znalazł się w opozycji). Dla porównania do sierpnia 2016 roku Sedna była obserwowana 192 razy.

## Orbita

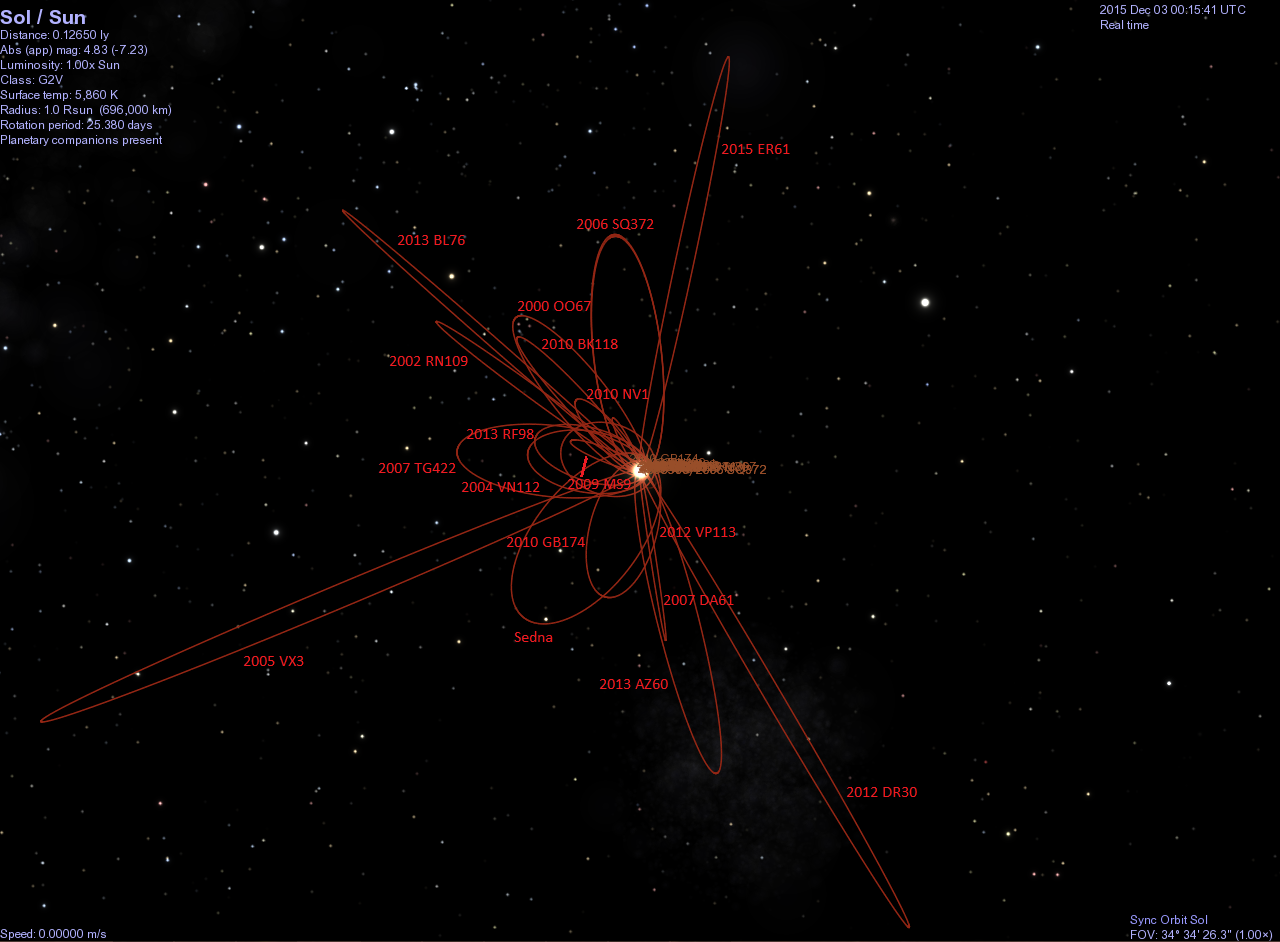
Porównanie orbit odległych obiektów: (90377) Sedna, (błędna orbita),, (474640) Alicanto (2004 VN_{112}),,,,,,,,,,,,,,.

(474640) Alicanto jest jednym z dwunastu obiektów odkrytych w Układzie Słonecznym, których półoś wielka ma wartość powyżej 150 au, peryhelium znajduje się poza orbitą Neptuna, a argument perycentrum wynosi 340 ± 55°. Tylko pięć spośród tych planetoid (w tym (474640) Alicanto) ma swoje peryhelia poza obecnym wpływem grawitacyjnym Neptuna. Podobna orientacja orbit tych obiektów w przestrzeni stała się podstawą wysuniętej w 2016 roku hipotezy istnienia dziewiątej planety w Układzie Słonecznym.
Orbita (474640) Alicanto jest podobna do orbity 2013 RF98; oznacza to, iż te planetoidy zostały wyrzucone na zewnętrzne obszary Układu Słonecznego przez ten sam obiekt, bądź też mogły być w przeszłości jednym ciałem.
Peryhelium planetoida osiągnęła w sierpniu roku 2009, a jej odległość od Słońca w grudniu 2016 roku wynosiła 47,72 au. Do roku 2019 znajdowała się w gwiazdozbiorze Wieloryba.

## Właściwości fizyczne
Na stronie Michaela Browna obiekt widnieje na liście potencjalnych planet karłowatych, o średnicy 319 km, która została obliczona na podstawie oszacowanego albedo rzędu 0,04. Oczekiwana wartość tego parametru jest niska ze względu na niebieski kolor obiektu. Wyższe albedo oznaczałoby, że planetoida miałaby odpowiednio mniejszą średnicę.